# Norgesmesterskabet i ski 1948
Norgesmesterskabet i ski 1948 blev arrangeret i Lillehammer og Strinda i 1948.

## Mænd

### 18 km
| Plads  | Udøver          |
| ------ | --------------- |
| Guld   | Thorleif Vangen |
| Sølv   | Kristian Bjørn  |
| Bronze | Leif Slagtern   |

### 30 km
| Plads  | Udøver          |
| ------ | --------------- |
| Guld   | Leif Haugen     |
| Sølv   | Olav I. Hagen   |
| Bronze | Thorleif Vangen |

### 50 km
| Plads  | Udøver           |
| ------ | ---------------- |
| Guld   | Magnar Estenstad |
| Sølv   | Hallvard Eggset  |
| Bronze | Arnljot Nyås     |

### Stafet
| Plads  | Udøver        |
| ------ | ------------- |
| Guld   | Gudbrandsdal  |
| Sølv   | Nord-Østerdal |
| Bronze | Hedmark       |

### Kombineret
| Plads  | Udøver              |
| ------ | ------------------- |
| Guld   | Per Sannerud        |
| Sølv   | Ottar Gjermundshaug |
| Bronze | Olaf Dufseth        |

### Skihop
| Plads  | Udøver               |
| ------ | -------------------- |
| Guld   | Asbjørn Ruud         |
| Sølv   | Torbjørn Falkanger   |
| Bronze | Thorleif Schjelderup |